# Ziňkivský rajón
Ziňkivský rajón (ukrajinsky Зіньківський район) byl rajón v Poltavské oblasti na Ukrajině. Hlavním městem byl Ziňkiv a rajón měl přibližně 34 tisíc obyvatel. 

## Sídla v rajónu
- Ziňkiv
- Opišňa